# AEGON Nottingham Challenge 2011
AEGON Nottingham Challenge 2011 — дебютный розыгрыш ежегодного профессионального международного теннисного турнир, проводимый ITF в рамках своего женского тура и ATP в рамках своего тура Challenger в британском городе Ноттингем. Соревнования прошли с 6 по 12 июня.

## Соревнования

### Одиночные турниры

#### Мужчины
Дуди Села обыграл  Жереми Шарди со счётом 6-4, 3-6, 7-5.

#### Женщины
Елена Балтача обыграла  Петру Цетковскую со счётом 7-5, 6-3.
- Елена Балтача выигрывает свой 1й титул в сезоне и 10й за карьеру на соревнованиях тура федерации.
- Петра Цетковская уступает свой 2й финал в сезоне и 11й за карьеру на соревнованиях тура федерации.

### Парные турниры

#### Мужчины
Рик де Вуст /  Адиль Шамасдин обыграли  Трета Конрада Хьюи /  Айзака ван дер Мерве со счётом 6-3, 7-69.

#### Женщины
Ева Бирнерова /  Петра Цетковская обыграли  Регину Куликову /  Евгению Родину со счётом 6-3, 6-2.
- Ева Бирнерова выигрывает свой 1й титул в сезоне и 9й за карьеру на соревнованиях тура федерации.
- Петра Цетковская выигрывает свой 2й титул в сезоне и 24й за карьеру на соревнованиях тура федерации.